# OEM
OEM (англ. original equipment manufacturer — «оригинальный производитель оборудования») — компания, производящая детали и оборудование, которые могут быть проданы другой компанией под своей торговой маркой.

## Контрактное производство
В электронной промышленности, ориентированной на потребительский сектор, под OEM часто понимают предприятия, выполняющие по конструкторской документации стороннего заказчика только сборку изделий, но не выполняющие собственных проектно-конструкторских работ. При этом OEM сопровождают уточняющим словом «контракт», тем самым указывая на форму экономических отношений двух субъектов предпринимательской деятельности (ср. с ODM).

## Потребительский рынок
На розничном рынке компьютерных комплектующих и программного обеспечения постсоветского пространства акроним «OEM» в силу ряда причин приобрёл особое маркетинговое и бытовое значение и закрепился у потребителей и продавцов, став традиционным: в данном значении «OEM» — это версия продукта, поставляемая производителем в минимально необходимой комплектации и поступающая в таком виде в розничную торговлю. При этом продукт не ориентирован на конечного потребителя, и непосредственный производитель не обеспечивает его поддержку — гарантийные обязательства и их объём по своему усмотрению берут на себя розничные продавцы. В случае программного обеспечения версии OEM и retail могут существенно различаться условиями лицензионных соглашений.
OEM-товары — товары, поставляемые в виде, предназначенном для промышленных производителей (собственно OEM), но продаваемые в розничной сети — обычно поставляются без сопровождающих материалов и дополнительных компонентов, в упаковке без оформления, гарантирующей только их безопасную транспортировку. За счёт меньших габаритов, минимальной комплектации и сниженных затрат производителя на маркетинговые решения OEM-товары на 10-40 % дешевле, чем обычные retail-товары. В некоторых странах розничная продажа OEM-товаров запрещена.

## Автомобилестроение
В автомобилестроении OEM означает, как правило, производителей структурно сложных автокомпонентов (узлов, агрегатов). Эти автокомпоненты поставляются на сборочные предприятия, выпускающие автомобили (например, Toyota, Nissan, Hyundai). Из готовых узлов и компонентов сборочное предприятие сваривает, окрашивает, собирает и реализовывает готовый автомобиль. При этом основным разработчиком всех деталей и узлов является, как правило, ОЕМ (OEM-производитель или OEM-поставщик). Он сам контролирует качество, сроки и количество узлов и деталей, поставляемых, в свою очередь, его собственными поставщиками.
Современная структура мирового автопрома такова, что производители готовых автомобилей могут не производить ничего, кроме собственных кузовов. Например, все производители грузовиков Евросоюза, за исключением Volvo Trucks, используют коробки передач марки ZF, а, например, практически все грузовики США, вообще, представляют собой своеобразный «конструктор», где сам производитель машины изготовляет только раму и кабину, а все остальные компоненты поступают от разных специализированных фирм как, например, дизелестроительной Cummins и трансмиссионной Eaton. Отсюда нередки случаи, когда два американских автомобиля разных брендов имеют до 95 % общих комплектующих.
Похожим образом ситуация обстоит и в России, с той лишь разницей, что производители первичных комплектующих и запчастей часто входят в состав крупных холдингов, владеющих автозаводами (как, например, ГАЗ (ЛиАЗ и ЯМЗ), или корпорации Ростех (АвтоВАЗ и КамАЗ, в свою очередь владеющий НефАЗом), хотя есть и независимые производители автокомпонентов, как ОСВАР, или же входящий в состав непрофильной УГМК ШААЗ. Разница лишь в том, что автопроизводители чаще всего не ставят свои логотипы на поставляемые для них узлы и детали.
Аналогичная ситуация с корейским изготовителем Mando, который поставляет детали на заводы корейских производителей автомобилей и не только. Для некоторых деталей, маркированных не только производителем различной марки, а также для различных моделей, конструктив может быть идентичным, но стоимость оригинала с маркировкой производителя с парт номером различной модели, а также точно такая же деталь с номером изготовителя, может очень существенно отличаться.

## Электроника
В настоящее время многие всемирно известные компании в области компьютерной, профессиональной и потребительской электроники не обладают собственными производствами (бесфабричная компания), занимаясь лишь научно-исследовательскими и опытно-конструкторскими работами, продажей и рекламой своей продукции, заказывая производство у разных промышленных компаний, например, у крупнейшего в мире контрактного производителя тайваньской Foxconn.